# Чорногорія на пісенному конкурсі Євробачення
Чорногорія брала участь у Пісенному конкурсі «Євробачення» 13 разів, починаючи з 2007 року. Дебют виявився невдалим, оскільки Стефан Фаді з піснею «'Ajde kroči» посів 22-е місце в півфіналі (6-е з кінця). В 2004—⁣2005 роках країна брала участь із Сербією, а до 1992 — у складі Югославії. У 2014 році Чорногорія вперше пройшла у фінал. Найкращим результатом став виступ 2015 року, коли країна зайняла 13-е місце.

## Історія
Після відсутності на Євробаченні протягом двох років (2023-2024), у січні 2024 року у відповідь на суспільні запитання мовник RTC Montenegro зазначив, що планує організувати музичний фестиваль, спрямований на популяризацію нових пісень місцевих виконавців та авторів. Цей фестиваль також міг стати платформою для відбору представника Чорногорії на Євробачення 2025, залежно від доступного фінансування. 7 серпня 2024 було підтверджено, що шоу відбудеться і з метою вибору представника від Чорногорії на Євробачення 2025, а 15 серпня мовник підтвердив факт повернення країни на конкурс.

## Учасники
Умовні позначення
     Переможець
     Друге місце
     Третє місце
     Четверте місце
     П'яте місце
     Останнє місце
     Не пройшла до фіналу
     Не брала участі
| Рік                               | Місце проведення | Виконавець            | Пісня                     | Мова                   | Фінал                      | Фінал                      | Півфінал | Півфінал |
| Рік                               | Місце проведення | Виконавець            | Пісня                     | Мова                   | Місце                      | Бали                       | Місце    | Бали     |
| --------------------------------- | ---------------- | --------------------- | ------------------------- | ---------------------- | -------------------------- | -------------------------- | -------- | -------- |
| 2007                              | Гельсінкі        | Стефан Фаді           | «'Ajde kroči»             | Чорногорська           | Не вдалося кваліфікуватися | Не вдалося кваліфікуватися | 22-е     | 33       |
| 2008                              | Белград          | Стефан Філіпович      | «Заувијек волим те»       | Чорногорська           | Не вдалося кваліфікуватися | Не вдалося кваліфікуватися | 14-е     | 23       |
| 2009                              | Москва           | Андреа Демирович      | «Just Get Out of My Life» | Англійська             | Не вдалося кваліфікуватися | Не вдалося кваліфікуватися | 11-е     | 44       |
| Не брала участь в 2010-2011 роках |                  |                       |                           |                        |                            |                            |          |          |
| 2012                              | Баку             | Рамбо Амадеус         | «Euro Neuro»              | Англійська             | Не вдалося кваліфікуватися | Не вдалося кваліфікуватися | 15-е     | 20       |
| 2013                              | Мальме           | Who See та Ніна Жижич | «Igranka»                 | Чорногорська           | Не вдалося кваліфікуватися | Не вдалося кваліфікуватися | 12-е     | 41       |
| 2014                              | Копенгаген       | Сергей Четкович       | «Moj svijet»              | Чорногорська           | 19-е                       | 37                         | 7-е      | 63       |
| 2015                              | Відень           | Knez                  | «Adio»                    | Чорногорська           | 13-е                       | 44                         | 9-е      | 57       |
| 2016                              | Стокгольм        | Highway               | «The Real Thing»          | Англійська             | Не вдалося кваліфікуватися | Не вдалося кваліфікуватися | 13-е     | 60       |
| 2017                              | Київ             | Славко Калезич        | «Space»                   | Англійська             | Не вдалося кваліфікуватися | Не вдалося кваліфікуватися | 16-е     | 56       |
| 2018                              | Лісабон          | Ваня Радованович      | «Inje»                    | Чорногорська           | Не вдалося кваліфікуватися | Не вдалося кваліфікуватися | 16-е     | 40       |
| 2019                              | Тель-Авів        | D mol                 | «Heaven»                  | Англійська             | Не вдалося кваліфікуватися | Не вдалося кваліфікуватися | 16-е     | 46       |
| Не брала участь в 2020-2021 роках |                  |                       |                           |                        |                            |                            |          |          |
| 2022                              | Турин            | Владана               | «Breathe»                 | Англійська, Італійська | Не вдалося кваліфікуватися | Не вдалося кваліфікуватися | 17-е     | 33       |
| Не брала участь в 2023-2024 роках |                  |                       |                           |                        |                            |                            |          |          |
| 2025                              | Базель           | Ніна Жижич            | «Dobrodošli» (Добродошли) | Чорногорська           | Не вдалося кваліфікуватися | Не вдалося кваліфікуватися | 16-е     | 12       |

## Галерея

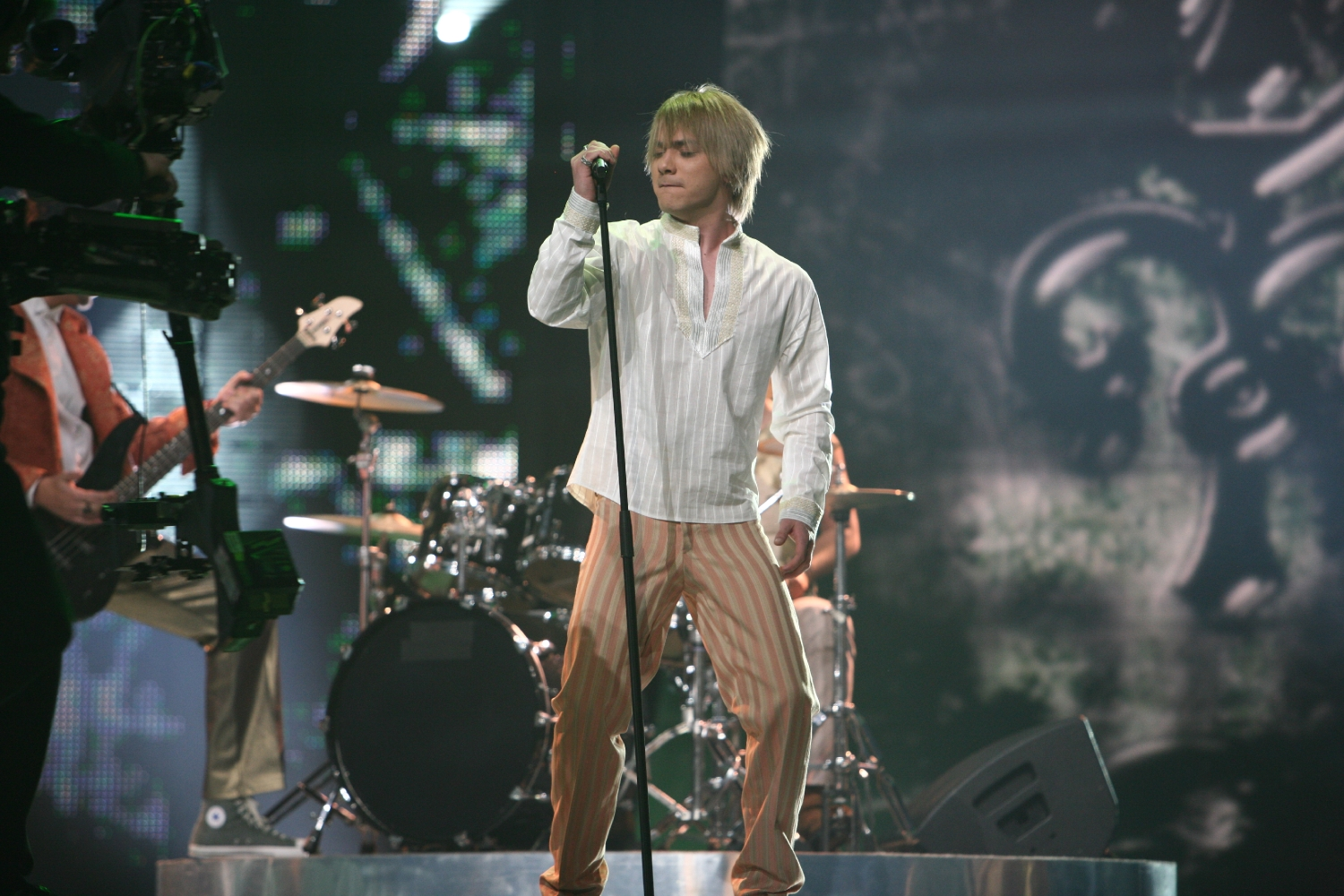
Стефан Фаді у Гельсінкі (2007)
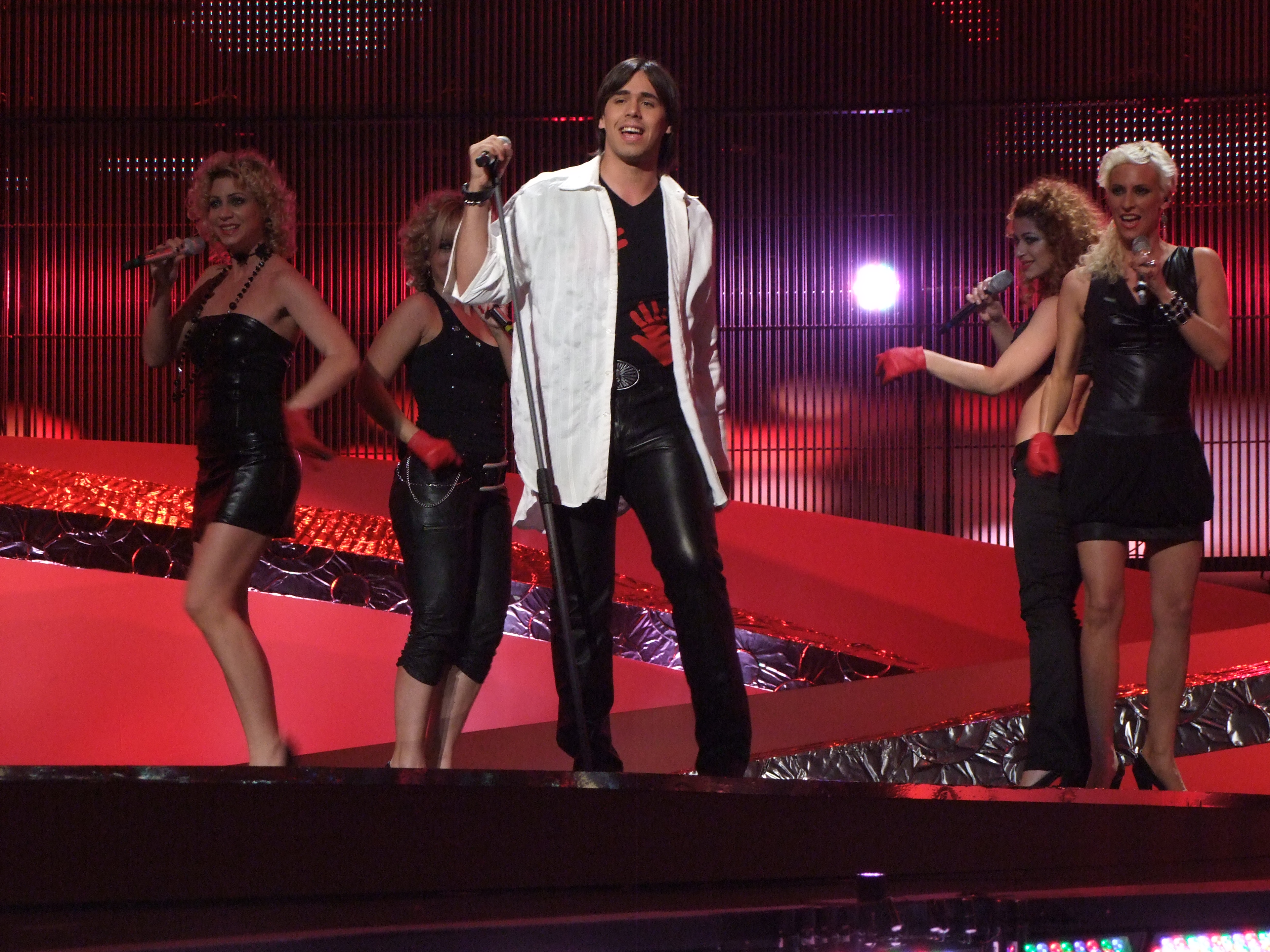
Стефан Філіпович у Белграді (2008)
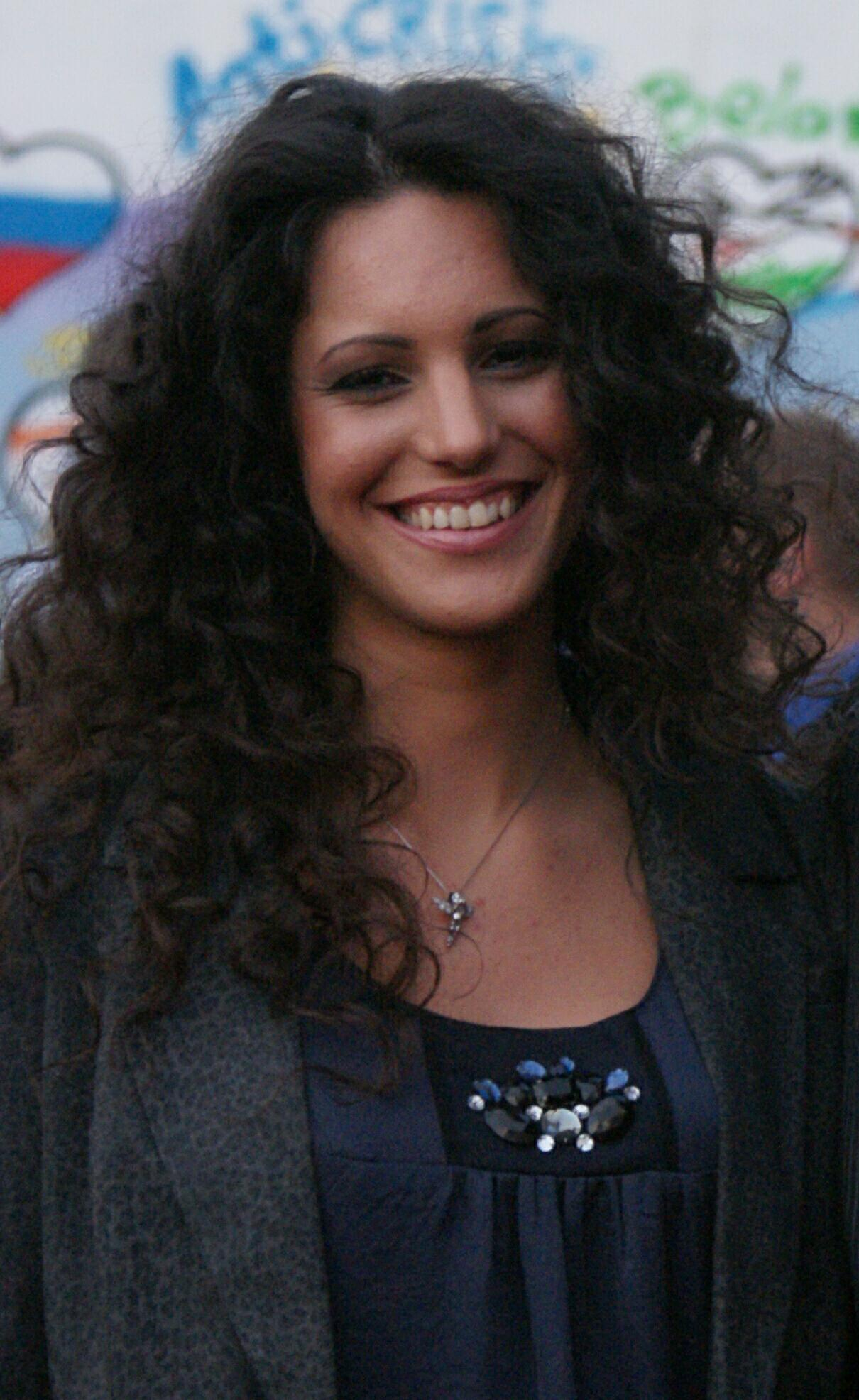
Андреа Демирович у Москві (2009)
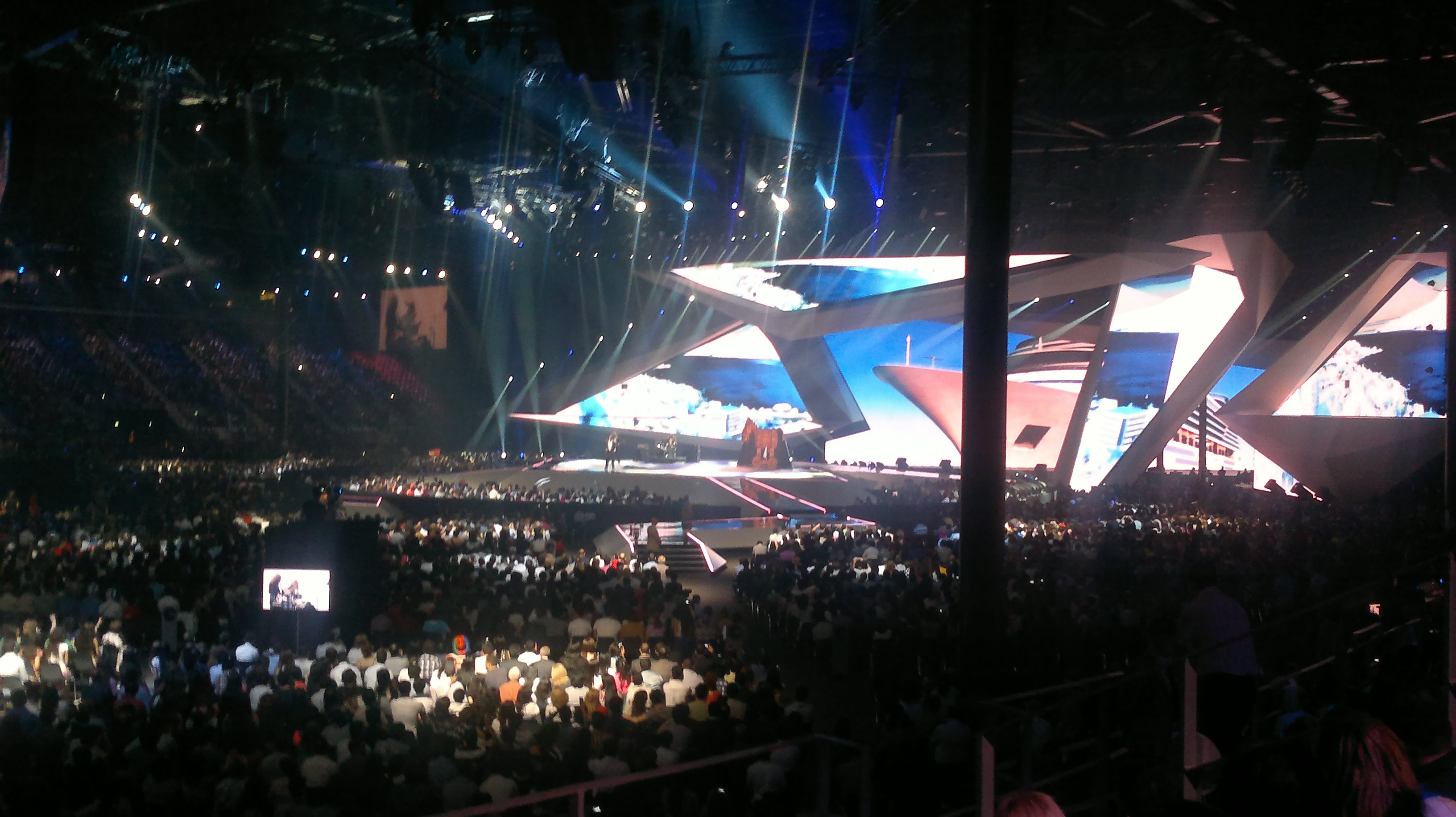
Рамбо Амадеус у Баку (2012)
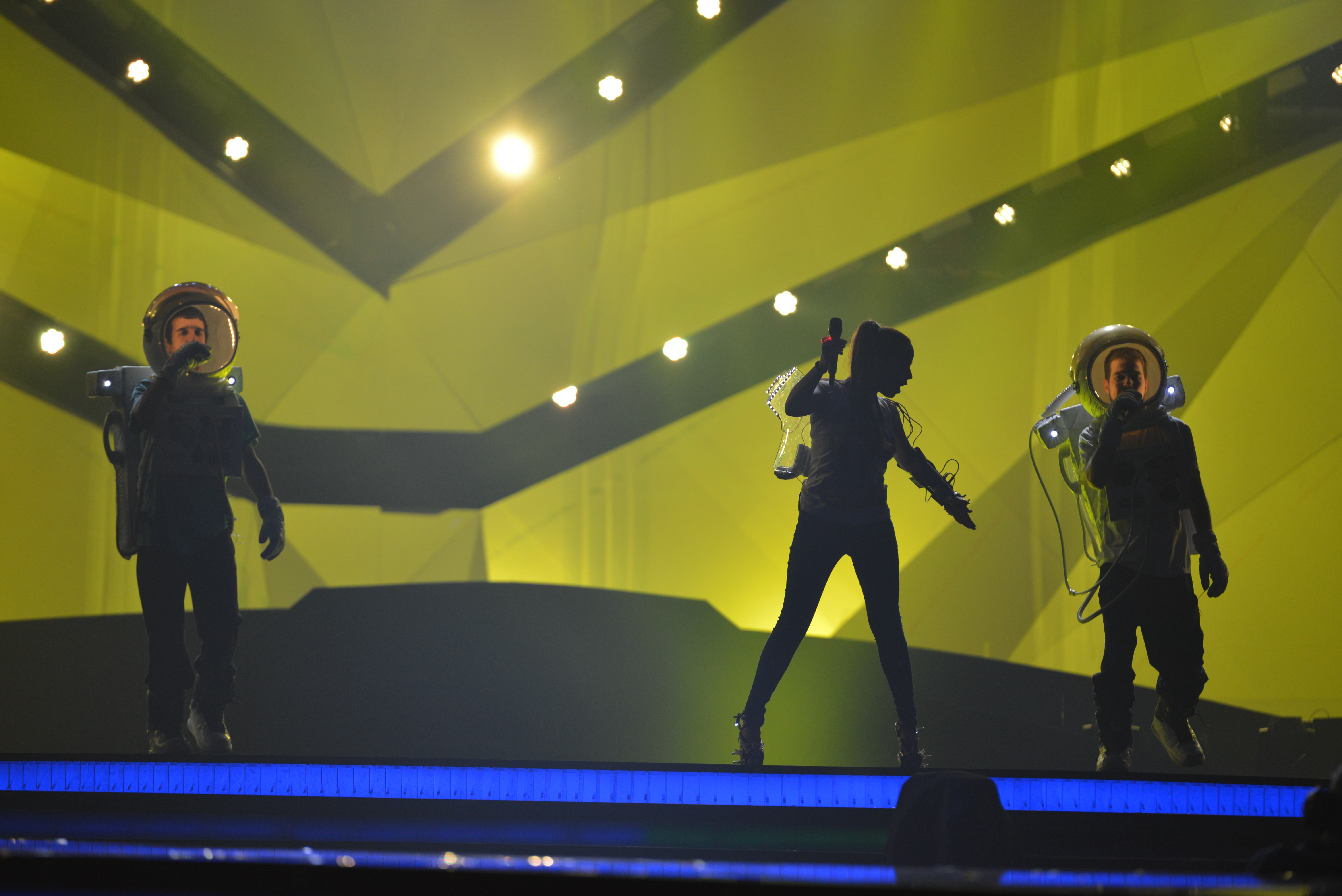
Who See та Ніна Жижич в Мальме (2013)
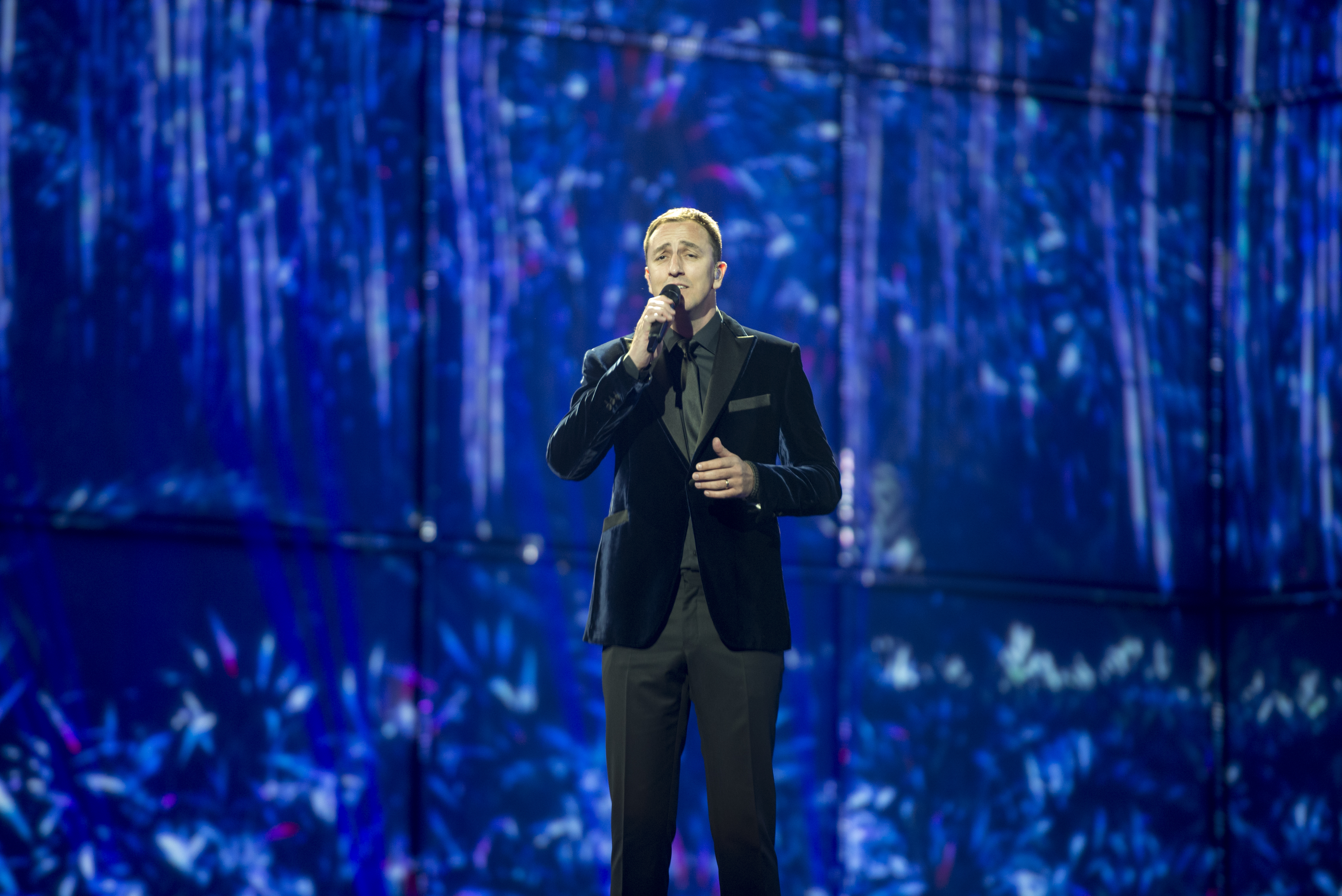
Сергей Четкович у Копенгагені (2014)
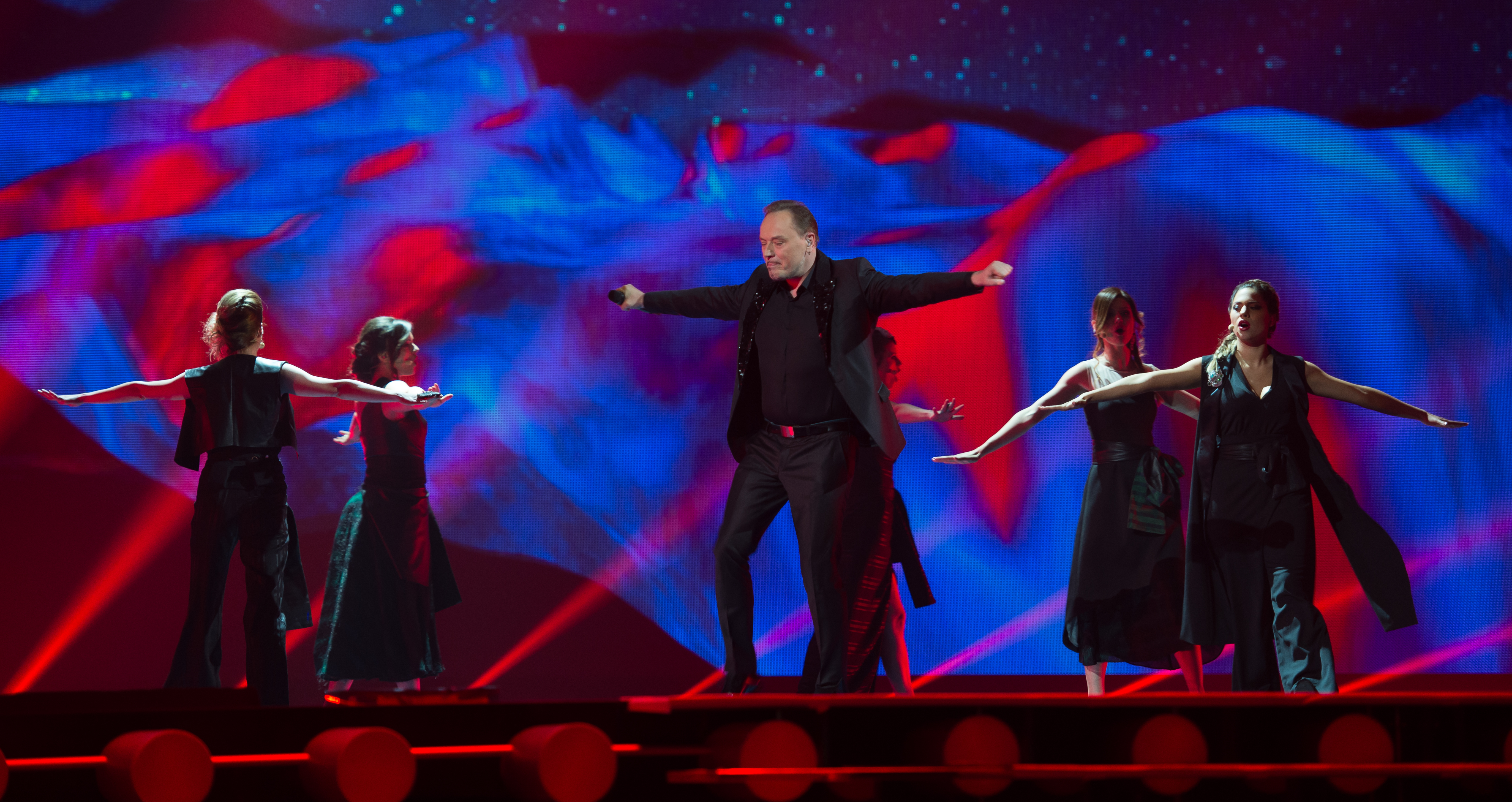
Knez у Відні (2015)
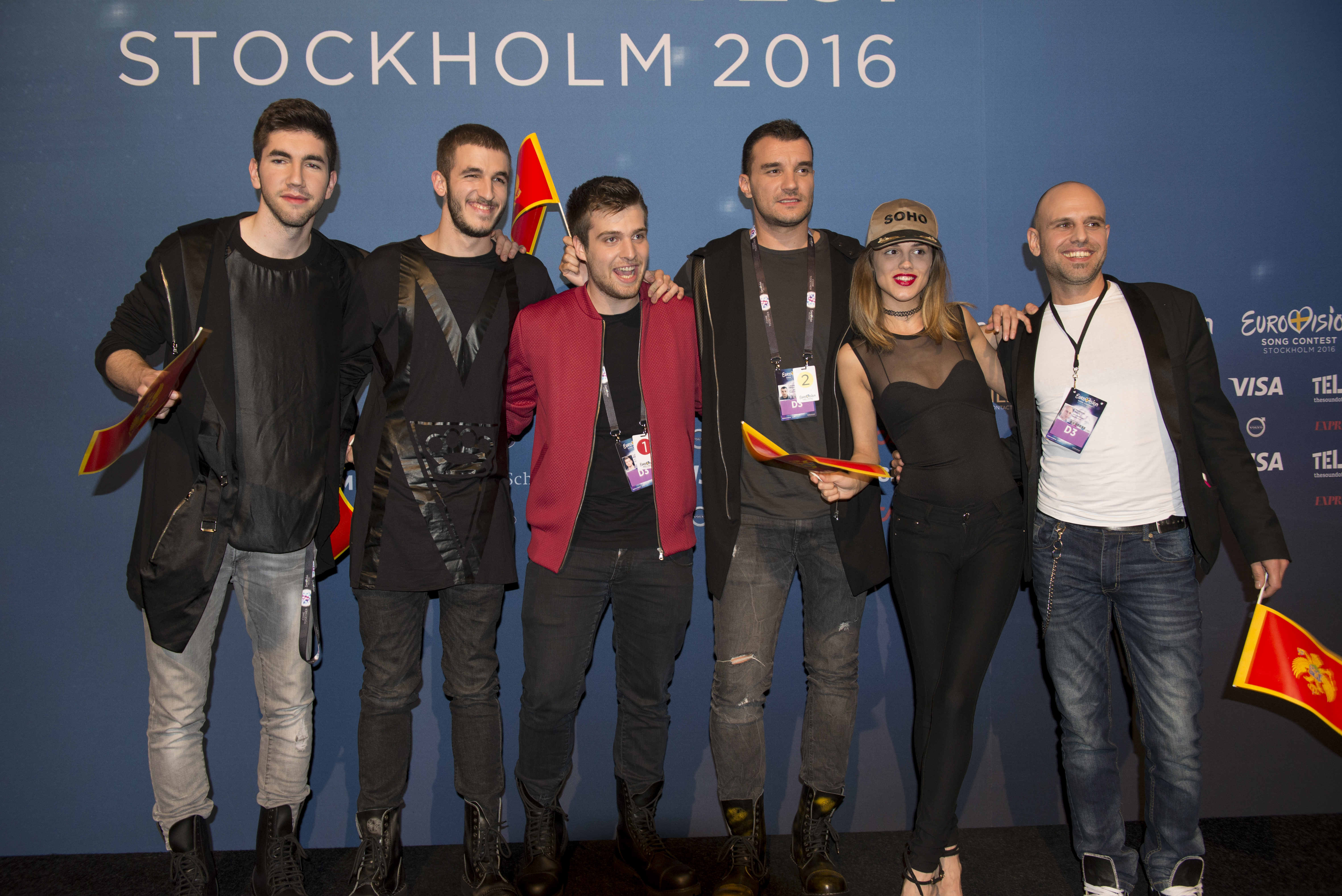
Highway у Стокгольмі (2016)
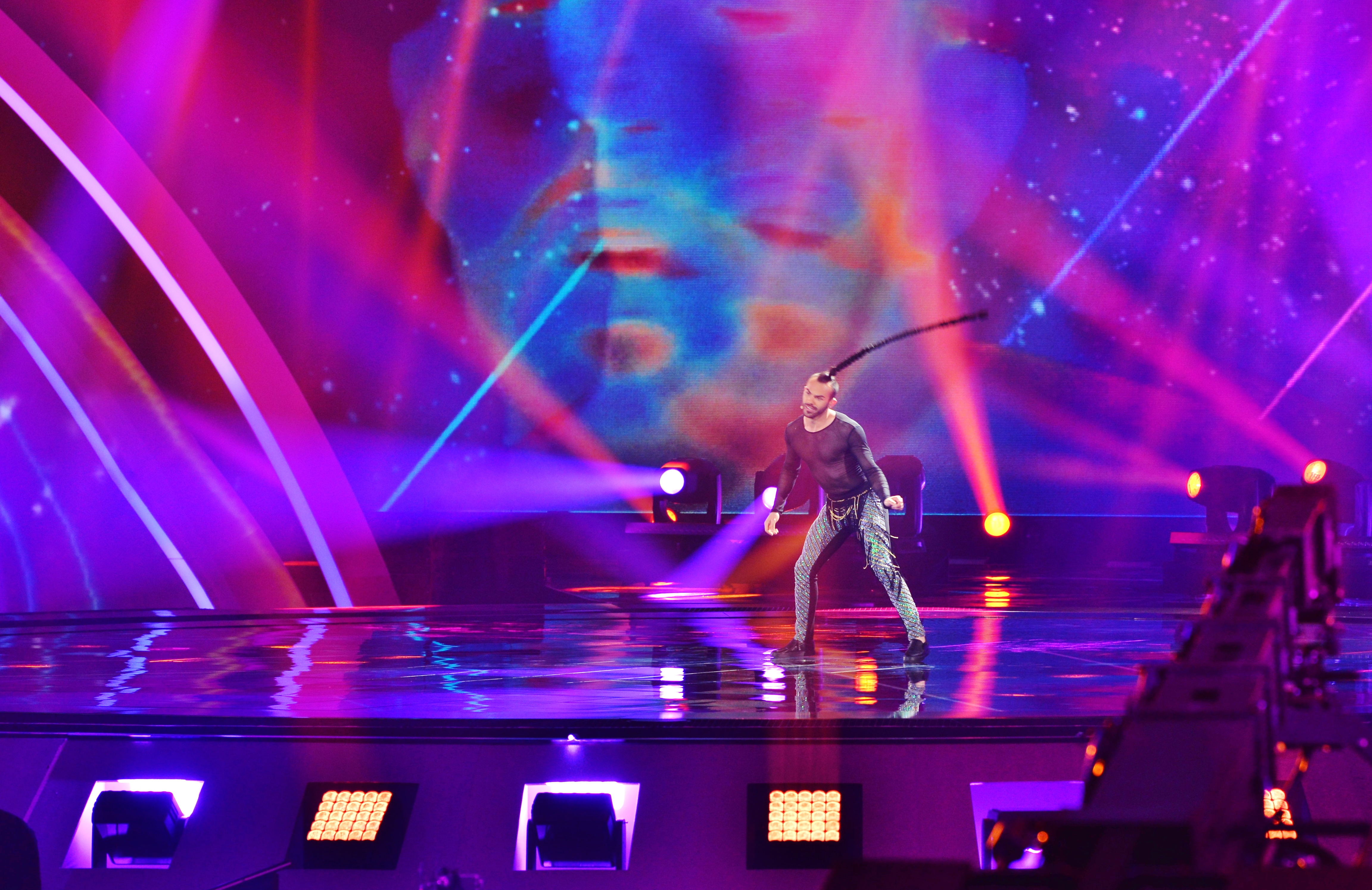
Славко Калезич у Києві (2017)
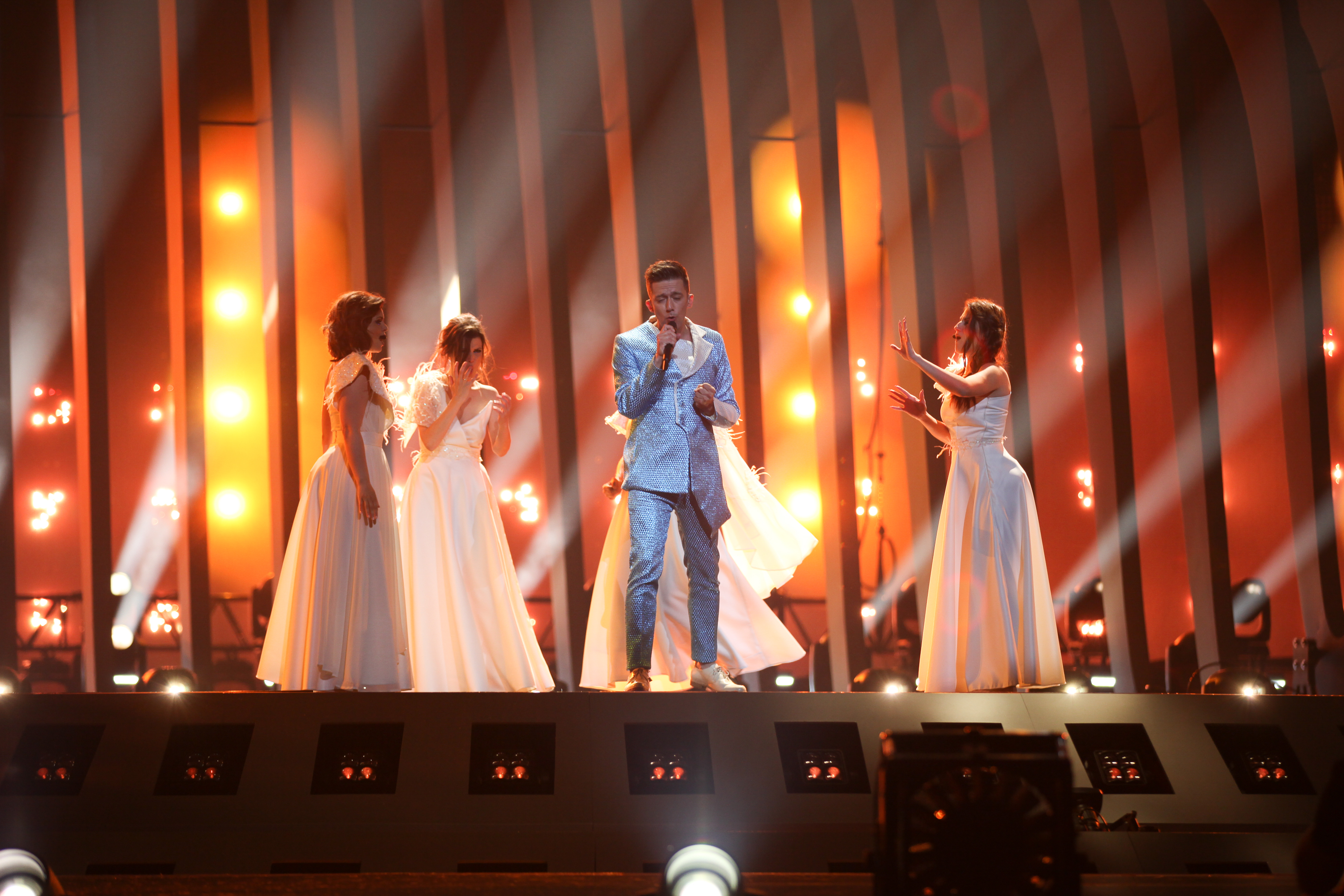
Ваня Радованович у Лісабоні (2018)
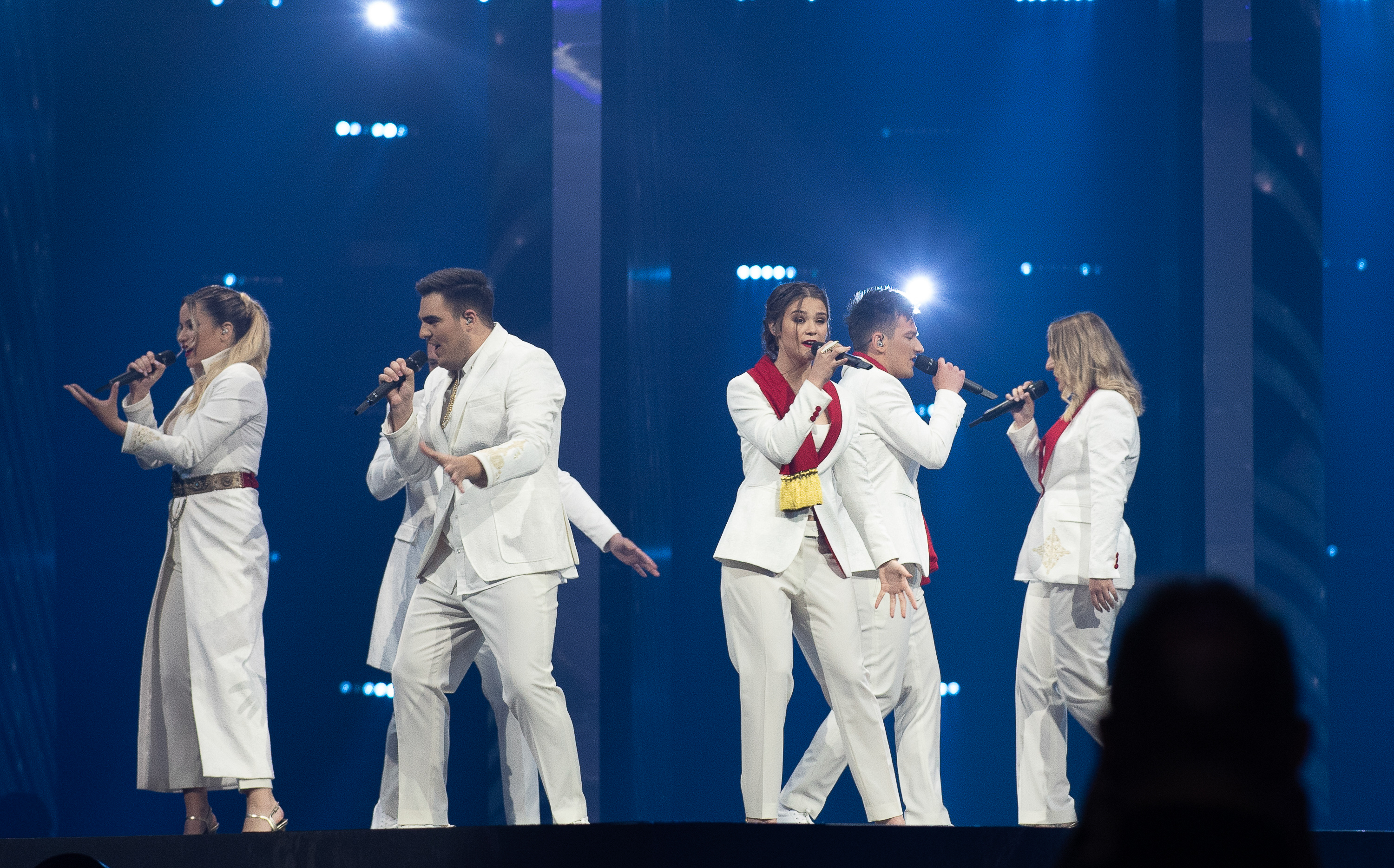
D mol у Тель-Авіві (2019)
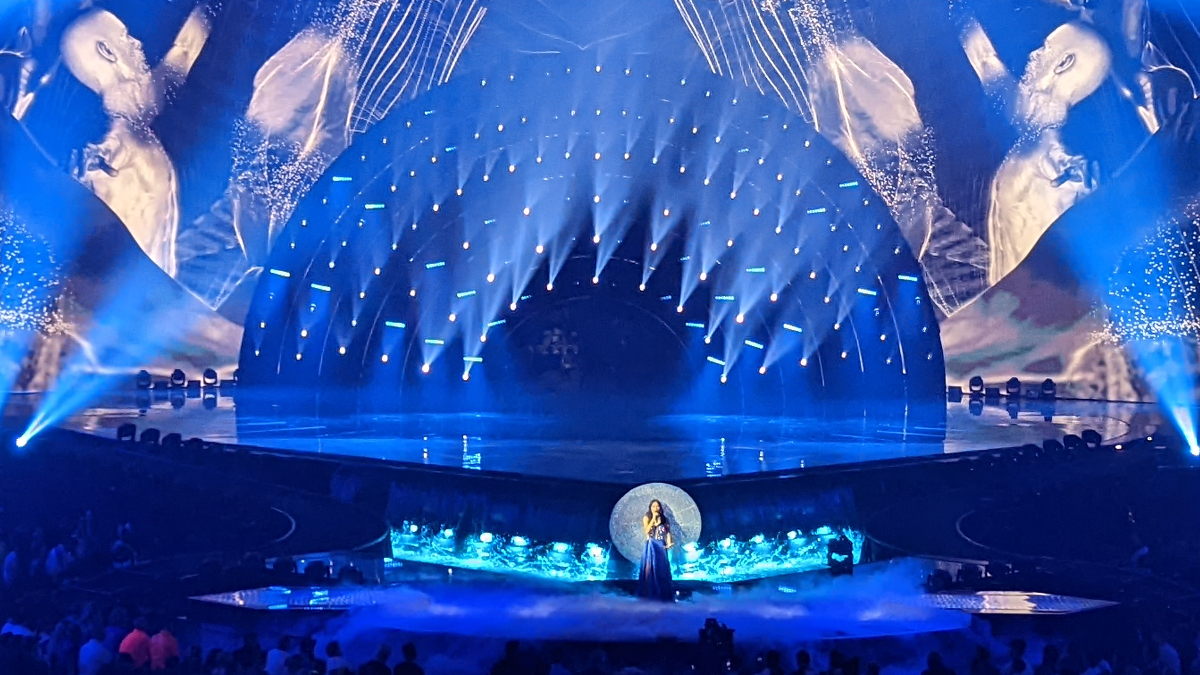
Владана у Турині (2022)

## Нагороди
Премія Барбари Декс
| Рік  | Країна     | Виконавець     | Пісня   | Місце           | Місто проведення |
| ---- | ---------- | -------------- | ------- | --------------- | ---------------- |
| 2017 | Чорногорія | Славко Калезич | «Space» | 16-е (півфінал) | Київ             |

## Статистика голосувань (2007–2025)
| № | Дано        | Дано | Отримано           | Отримано |
| № | Країни      | Бали | Країни             | Бали     |
| - | ----------- | ---- | ------------------ | -------- |
| 1 | Сербія      | 138  | Вірменія           | 20       |
| 2 | Італія      | 77   | Словенія           | 17       |
| 3 | Росія       | 70   | Північна Македонія | 16       |
| 4 | Албанія     | 69   | Албанія            | 12       |
| 5 | Азербайджан | 47   | Сербія             | 12       |